# Myke Towers
Майкл Ентоні Торрес Мондж (англ. Michael Anthony Torres Monge, нар. 15 січня 1994 року), відомий під псевдонімом Myke Towers — пуерториканський репер, співак і автор пісень.

## Кар'єра
Його мікстейп El Final del Principio (2016) досяг 12 позиції в Latin Rhythm Albums. Тауерс співпрацював з Bad Bunny з піснею «Estamos Arriba», випущеною в червні 2019 року. 5 липня 2019 року Piso 21 випустив сингл «Una Vida Para Recordar» за участю Тауерса. Також Тауерс співпрацював з Becky G над піснею «Dollar»; музичне відео до якої було випущено 12 липня 2019 року. Його перший студійний альбом Easy Money Baby вийшов 23 січня 2020 року. Його EP Para Mi Ex вийшов 16 грудня 2020 року. Його другий альбом Lyke Mike вийшов 23 квітня 2021 року. Його третій студійний альбом La Vida Es Una вийшов 23 березня 2023 року.

## Дискографія

### Студійні альбоми
| Easy Money Baby                                                                  | - Випущено: 24 січня 2020 - Лейбл: White World - Формат: CD, цифрове завантаження, потокове передавання                       | 55  | 1 | 5 | - RIAA: 3× Платиновий (Latin) - PROMUSICAE: Платина |
| Like Mike                                                                        | - Випущено: 23 квітня 2021 - Лейбл: One World, Warner Latina, Warner - Формат: CD, цифрове завантаження, потокове передавання | 36  | 3 | 4 | - RIAA: Платиновий (Latin)                          |
| La Vida Es Una                                                                   | - Випущено: 23 березня 2023 - Лейбл: One World, Warner Latina, Warner - Формат: CD, цифрове завантаження, стриминг            | 173 | 9 | 4 |                                                     |
| «—» релізи, що не потрапили у чарти або не були випущені у відповідних регіонах. | |     |   |   |                                                     |

## Нагороди і номінації
| Нагорода                     | Рік  | Номінант    | Категорія              | Результат | Прим.  |
| ---------------------------- | ---- | ----------- | ---------------------- | --------- | ------ |
| Billboard Latin Music Awards | 2021 | Myke Towers | New Artist of the Year | Перемога  | [ 18 ] |